# Bremerhaven-Lehe (stacja kolejowa)
Bremerhaven-Lehe (niem: Bahnhof Bremerhaven-Lehe) – stacja kolejowa w Bremerhaven, w kraju związkowym Brema, w Niemczech. Stacja położona jest na 187,8 km linii Bremerhaven – Cuxhaven. Znajduje się na Bürgermeister-Kirschbaum-Platz w dzielnicy Lehe w Bremerhaven. Została otwarta w 1914 roku, a budynek dworca jest obiektem zabytkowym. 
Według klasyfikacji Deutsche Bahn posiada kategorię 5.

## Linie kolejowe
- Linia Bremerhaven – Cuxhaven
- Linia Brema – Bremerhaven
- Linia Bremerhaven – Buxtehude
- Linia Bremerhaven – Bederkesa

## Połączenia
| Linia | Trasa | Takt (min) | Przewoźnik kolejowy                         |
| ----- | --- | ---------- | ------------------------------------------- |
| RE 8  | Bremerhaven-Lehe – Bremerhaven – Osterholz-Scharmbeck – Bremen – Nienburg – Neustadt am Rübenberge – Hannover | 120        | DB Regio Nord                               |
| RE 9  | Bremerhaven-Lehe – Bremerhaven – Osterholz-Scharmbeck – Bremen – Diepholz – Osnabrück                         | 120        | DB Regio Nord                               |
| RB 33 | Buxtehude – Bremervörde – Bremerhaven – Bremerhaven-Lehe – Dorum – Cuxhaven                                   | 060        | Eisenbahnen und Verkehrsbetriebe Elbe-Weser |
| RS 2  | Bremerhaven-Lehe – Bremerhaven – Osterholz-Scharmbeck – Bremen – Twistringen                                  | 060        | NordWestBahn                                |